# Telmessos
Telmessos (lykisch Telebehi; altgriechisch Τελμησσός, seltener mit Iotazismus auch Telmissos) war eine antike Stadt in Lykien, an der Grenze zu Karien gelegen. Der Ort lag an der Stelle des heutigen Fethiye in der Türkei.
Mykenische Bügelkannen aus dem 14./13. Jahrhundert v. Chr., die in Telmessos gefunden wurden, ohne dass aber die genauen Fundkontexte bekannt sind, belegen Kontakte dieser Gegend mit der mykenischen Kultur während der späten Bronzezeit. Penelope A. Mountjoy vermutet, dass die in hethitischen Quellen erwähnte Stadt Attarimma, die im Gebiet der Lukka-Länder lag, mit Telmessos zu identifizieren ist.
Seit dem 5. Jahrhundert v. Chr. war Telmessos ausweislich der archäologischen und epigraphischen Funde eine lykische Dynastenresidenz. Ab etwa 420 v. Chr. kam es unter die Vorherrschaft von Xanthos, etwa 360 unter die persische als Teil der Satrapie Lykien. In der hellenistischen Zeit wechselte die Zugehörigkeit von Telmessos mehrmals, bis es als autonome Polis um 80 v. Chr. dem Lykischen Bund beitrat. Mit der Einrichtung der Provinz Lycia et Pamphylia 43 n. Chr. wurde Telmessos formell Teil des römischen Reiches. In der Spätantike wurde die Stadt, die zeitweilig den Namen Anastasioupolis trug, Sitz eines Bischofs, der im Rang direkt nach dem Metropoliten von Myra kam. Auf das Bistum geht das Titularbistum Telmissus der römisch-katholischen Kirche zurück.
Heute sind vor allem zahlreiche Felsgräber, die Akropolis mit einer Befestigung aus dem Mittelalter sowie ein Theater zu sehen.
Schon im Altertum wurde Telmessos häufig mit Telmissos in Karien verwechselt, dem Sitz eines bekannten Apollon-Heiligtums.